# Clóvis Rolim
Clóvis Rolim (Cajazeiras-PB, 05 de julho de 1924 - Fortaleza, 1984), foi um notável empresário, agropecuarista e líder classista. Sua história é marcada por uma imensa contribuição ao desenvolvimento econômico e social de Fortaleza e do Ceará, com um percurso de grande sucesso em diferentes áreas do comércio e da indústria.

## Biografia

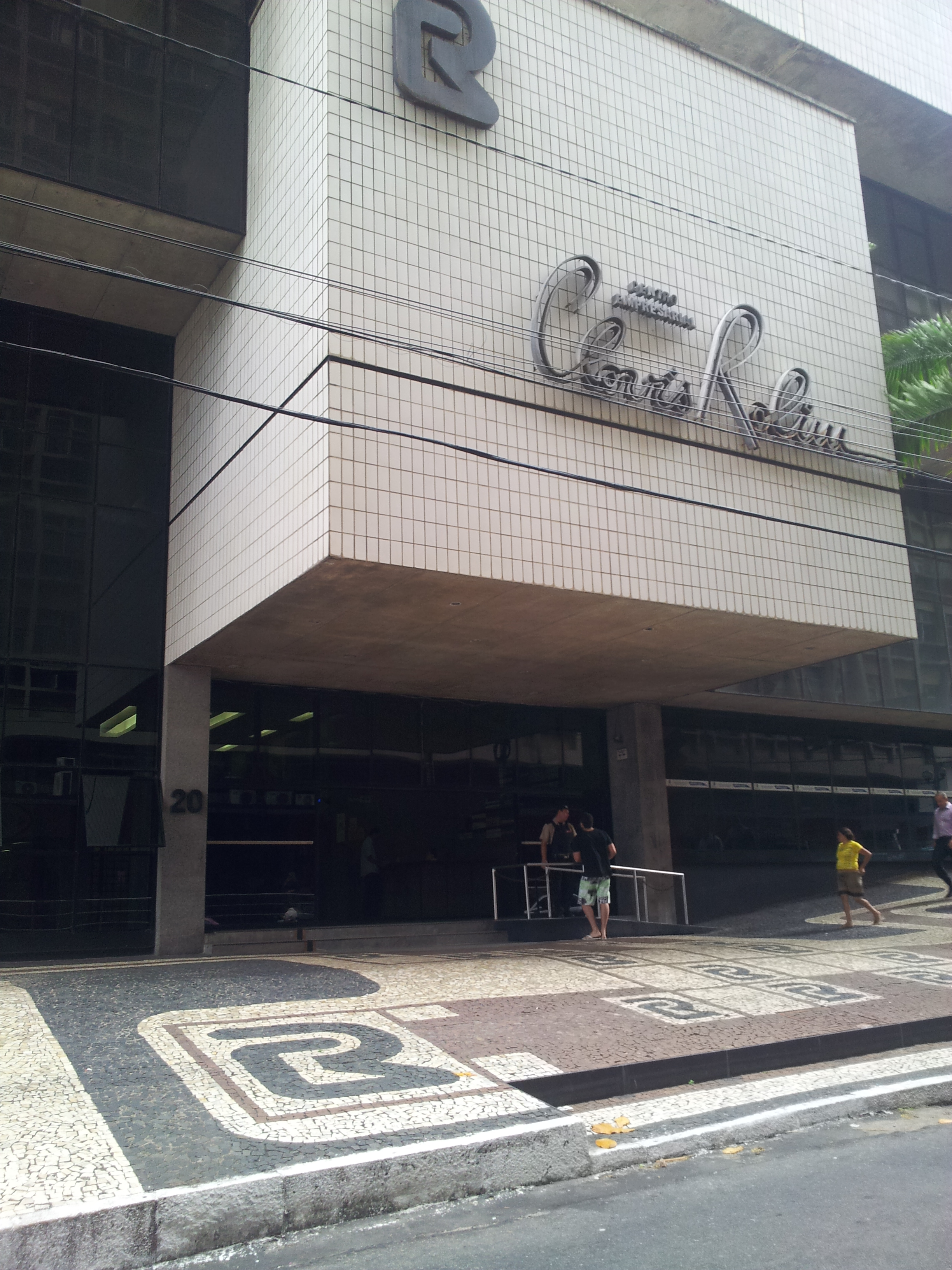
Edifício C. Rolim em Fortaleza-CE

Filho de uma família humilde, Clóvis Rolim desde cedo demonstrou uma aptidão excepcional para o comércio e a administração. Mudou-se para Fortaleza nos anos 40, em busca de melhores oportunidades. Sua chegada à capital cearense seria o início de uma jornada de grande impacto na economia local.
Ao longo de sua vida, ele fundou e presidiu diversos negócios que se tornaram referências no Ceará, incluindo a C. Rolim Tecidos S.A, Crasa-C.Rolim Automóveis, Irmãos Rolim Agro Industrial S.A, Construtora Rolim Rodrigues Ltda, Imobiliária Rolim Ltda, Casa Pio Calçados Ltda e C.Rolim Empreendimentos Hotéis. Seu vasto portfólio empresarial abrangeu desde o comércio varejista até a indústria agropecuária, passando pelo setor imobiliário e hotelaria, sempre com o foco na qualidade e inovação.

## Homenagens
O reconhecimento por sua contribuição ao Ceará e ao Brasil foi múltiplo e significativo. Clóvis Rolim foi agraciado com diversos prêmios e homenagens, refletindo sua importância para a sociedade cearense:
- Cidadão Cearense,
- Cidadão Fortalezense,
- Medalha do Mérito Legislativo,
- Medalha Thomaz Pompeu (Academia Cearense de Letras),
- Medalha do Mérito Tamandaré de Amigo da Marinha,
- Trófeu Lojista do ano de 1980,
- Trófeu Sereia de Ouro de 1982.

## Associações
Além dessas honrarias, Clóvis Rolim também foi um defensor ativo da classe empresarial, ocupando diversos cargos importantes em entidades do setor. Foi Vice-Presidente da Confederação Nacional de Diretores Lojistas e Presidente do Conselho da Companhia de Transportes Coletivos do Ceará. Sua atuação como membro da Associação Comercial do Ceará e da Federação das Associações do Comércio Indústria e Agropecuária do Ceará (FACIC) também foi crucial para o fortalecimento do setor no Estado.
Clóvis Rolim não se limitou ao sucesso empresarial; sua liderança classista foi um dos pilares de sua trajetória. Foi Presidente do Clube de Diretores Lojistas de Fortaleza (CDL) por três gestões e Presidente da Federação dos Diretores Lojistas do Ceará (FCDL) por duas gestões consecutivas. Seu papel nessas entidades foi fundamental para a organização e o crescimento do comércio cearense, além de atuar como interlocutor entre empresários e o poder público.
Sua visão de futuro, capacidade de liderança e sua dedicação ao setor comercial e empresarial transformaram-no em uma figura respeitada tanto em Fortaleza quanto no resto do Ceará.

## Legado
Clóvis Rolim não foi apenas um empresário de sucesso; ele também foi um visionário que contribuiu ativamente para o fortalecimento da economia local, a geração de empregos e o desenvolvimento de setores chave da economia cearense. Sua marca no comércio e na indústria permanece presente em Fortaleza, sendo um exemplo de determinação, trabalho árduo e compromisso com o crescimento do Ceará.
O impacto de sua vida e carreira continua a ser lembrado pelas gerações que o sucederam, especialmente pelos profissionais do comércio e empresários, que encontram em sua história uma fonte de inspiração.

## Troféu Clóvis Rolim
O Troféu Clóvis Rolim, criado em 1985, é uma homenagem criada para reconhecer e premiar os destaques do comércio, indústria e serviços no Ceará, em memória ao legado do empresário e líder classista Clóvis Rolim. A premiação, instituída por suas contribuições à economia e à sociedade cearense, visa valorizar profissionais e empresas que se destacam pela excelência, inovação e compromisso com o desenvolvimento do estado. O troféu, além de celebrar o espírito empreendedor e a ética de trabalho, também reforça a importância da responsabilidade social e do engajamento comunitário, características que marcaram a trajetória de Clóvis Rolim durante sua vida.